# 美濃加茂市立古井小学校
美濃加茂市立古井小学校（みのかもしりつ こびしょうがっこう）とは、岐阜県美濃加茂市にある公立小学校。

## 通学区域
通学区域は
森山町1-5丁目、本郷町1・2丁目、本郷町3丁目 の一部、本郷町4-6丁目、本郷町7丁目の一部、本郷町 8・9丁目、川合町1-4丁目、清水町1・2丁目、野笹町1・2 丁目御門町1・2丁目である。公立中学校の進学先は美濃加茂市立東中学校である。

## 沿革
- 1872年（明治5年） - 浩然義校として発足
- 1954年（昭和29年） - 美濃加茂市立古井小学校に改称

## 特色

### 外国人
当学校の外国人児童の比率は10パーセント以上で、特に日系ブラジル人やフィリピン人が多く、彼らのために「エスペランザ」学級が設置されている（協力団体ブラジル友の会）。

### 機関車
当学校の校庭には国鉄C58形蒸気機関車（C58 280）が保存され、車体を常時見ることができる。これは1969年（昭和44年）まで国鉄高山本線などを実際に走っていた蒸気機関車がディーゼル化によって役目を終え、翌1970年（昭和45年）、当学校に「教材用」として無償貸与されたものである。現在も地元の保存会によって年3回手入れが行われている。